# Santa Lucía Cosamaloapan
Santa Lucía Cosamaloapan är en ort i Mexiko.   Den ligger i kommunen Atlixco och delstaten Puebla, i den sydöstra delen av landet, 100 km sydost om huvudstaden Mexico City. Santa Lucía Cosamaloapan ligger 1 845 meter över havet och antalet invånare är 1 617.
Terrängen runt Santa Lucía Cosamaloapan är huvudsakligen kuperad, men västerut är den platt. Runt Santa Lucía Cosamaloapan är det ganska tätbefolkat, med 222 invånare per kvadratkilometer. Närmaste större samhälle är Atlixco, 9,3 km väster om Santa Lucía Cosamaloapan. Omgivningarna runt Santa Lucía Cosamaloapan är en mosaik av jordbruksmark och naturlig växtlighet.